# سكيراوانية
السكيراوانية (الاسم العلمي: Schizosaccharomycetes) هي طائفة من البكتيريا تتبع شعيبة المخندقينية من ثنائيات النوى.

## التصنيف
- رتبة السكيراويات
  - فصيلة السكيراوية
    - جنس السكيراء
      - نوع السكيراء البشرية